# Сулан
Сула́н (фр. Soulan) — коммуна во Франции, находится в регионе Юг — Пиренеи. Департамент коммуны — Арьеж. Входит в состав кантона Масса. Округ коммуны — Сен-Жирон.
Код INSEE коммуны — 09301.

## Население
Население коммуны на 2008 год составляло 345 человек.
| 1962 | 1968 | 1975 | 1982 | 1990 | 1999 | 2008 |
| ---- | ---- | ---- | ---- | ---- | ---- | ---- |
| 397  | 411  | 390  | 335  | 307  | 324  | 345  |

## Экономика
В 2007 году среди 201 человек в трудоспособном возрасте (15—64 лет) 125 были экономически активными, 76 — неактивными (показатель активности — 62,2 %, в 1999 году было 73,8 %). Из 125 активных работали 110 человек (64 мужчины и 46 женщин), безработных было 15 (7 мужчин и 8 женщин). Среди 76 неактивных 17 человек были учениками или студентами, 27 — пенсионерами, 32 были неактивными по другим причинам.

## Достопримечательности
- Церковь св. Петра
- Часовня Нотр-Дам-де-Сер
- Ганден Чолинг — центр по изучению тибетского буддизма, основанный в 1984 году тибетским монахом Геше Лобсангом Тенгье.